# 안축 (조선)
안축(安舳, 1500년 12월 2일 ~ 1572년 1월 11일)은 조선 전기의 문신(文臣)으로 자는 해빈(海賓), 호는 둔암(鈍庵)이다. 본관은 죽산(竹山)이다. 안방준(安邦俊)의 조부이다.

## 생애
보성(宝城)에서 거하였다.
중종 26년(1531) 생원시와 진사시에 합격하였고, 중종 37년(1542년) 임인 정시(庭試) 문과에 급제하였다.
1547년 사간원 정언에,
1548년 사헌부 지평에 제수되었다.
1554년 경에는 나주목사(羅州牧使)로 명종실록에 언급된다.
이후 관직이 남원부사(南原府使)에 이르렀다.

## 가족 관계
- 증조 - 안민(安民, ? ~ 1467년)[10] : 무과 급제, 훈련원참군, 이시애(李施愛)의 난 때 전사, 종부시주부(宗簿寺主簿)에 증직.
- 증조모 - 보성선씨(寶城宣氏) : 승훈랑(承訓郞) 선구령(宣龜齡)의 딸
  - 조부 - 안범(安範)[10] : 현감(縣監), 1507년 4월 20일 정국원종공신(靖國原從功臣)
  - 조모 - 천안전씨(天安全氏) : 상장(上將) 전유정(全有貞)의 딸
    - 부친 - 안수륜(安秀崙)[10][11] : 1516년 문과 급제, 성균관 학유(成均館學諭)
    - 어머니 - 거창신씨(居昌愼氏) : 사헌부감찰(司憲府監察) 신난동(愼蘭仝)의 장녀[12]
      - 부인 - 도강김씨(道康金氏) : 생원(生員) 김약회(金若晦)의 장녀[13]
        - 장남 - 안중관(安重寬)[10] : 안방준(安邦俊, 1573년 ~ 1654년)의 생부
        - 차남 - 안중홍(安重洪)[14]
        - 3남 - 안중돈(安重敦)[14]
        - 사위 - 이유창(李惟昌)[14]

      - 동생 - 안정(安艇) : 자 강빈(江賓), 호 손암(遜庵), 선무랑(宣務郞)
      - 제수 - 광주이씨(廣州李氏) : 군수(郡守) 이지분(李之蕡)의 딸
        - 양자 - 안중묵(安重默) : 의영고직장(義盈庫直長), 자 기현(基賢), 호 동애(桐崖), 생부 안의(安艤)
        - 질부 - 청풍김씨(淸風金氏) : 충의위(忠義衛) 김홍한(金弘漢)의 딸

    - 숙부 - 안수잠(安秀岑) : 1522년 문과 급제, 합천군수(陜川郡守)
    - 숙모 - 전주이씨(全州李氏) : 화성군(花城君) 이감(李堪)의 딸
    - 숙부 - 안수금(安秀嶔) : 1513년 무과 급제, 운산군수(雲山郡守)
    - 숙모 - 전주이씨(全州李氏) : 덕원군(德原君) 이서(李曙)의 딸

## 참고 문헌
- 《가정10년［중묘26년］신묘8월방목》(嘉靖十年［中廟二十六年］辛卯八月榜目, 자료소장처: 한국학중앙연구원 장서각［B13LB-6］)
- 《국조방목》(國朝榜目, 자료소장처: 국립중앙도서관［한古朝26-47］)
- 안축(安舳, 1500년~1572년) UCI: G002+AKS-KHF_12C548CD95FFFFU9999X0